# Amphogona apsteini
Amphogona apsteini är en nässeldjursart som först beskrevs av Ernst Vanhöffen 1902.  Amphogona apsteini ingår i släktet Amphogona och familjen Rhopalonematidae. Inga underarter finns listade i Catalogue of Life.